# Zhang Leping
Zhang Leping (張樂平T, 张乐平S, Zhāng LèpíngP; Jiaxing, 10 novembre 1910 – Shanghai, 27 settembre 1992) è stato un fumettista cinese.
Uno dei più importanti fumettisti cinesi nel XX secolo, è noto principalmente per il suo fumetto San Mao.

## Biografia
Nato da una famiglia estremamente povera, iniziò la carriera di fumettista nel 1934 in funzione propagandistica anti-giapponese dopo la guerra di Shanghai. Nel 1935 creò il suo personaggio più noto, San Mao, un bambino orfano che vive in povertà in una Shanghai stremata dalla guerra.
Durante la rivoluzione culturale di Mao Zedong fu costretto dalle autorità maoiste a interrompere l'attività. Riprese a disegnare le storie di San Mao a partire dal 1º giugno 1977. Nel 1983 contrasse la malattia di Parkinson.